# Gary Young (bubeník)
Gary Young (3. květen 1953, Mamaroneck, New York, USA – 17. srpna 2023) byl americký hudebník a původní bubeník alternativní rockové Pavement.
Zemřel 17. srpna 2023 ve Stocktonu ve věku 70 let.

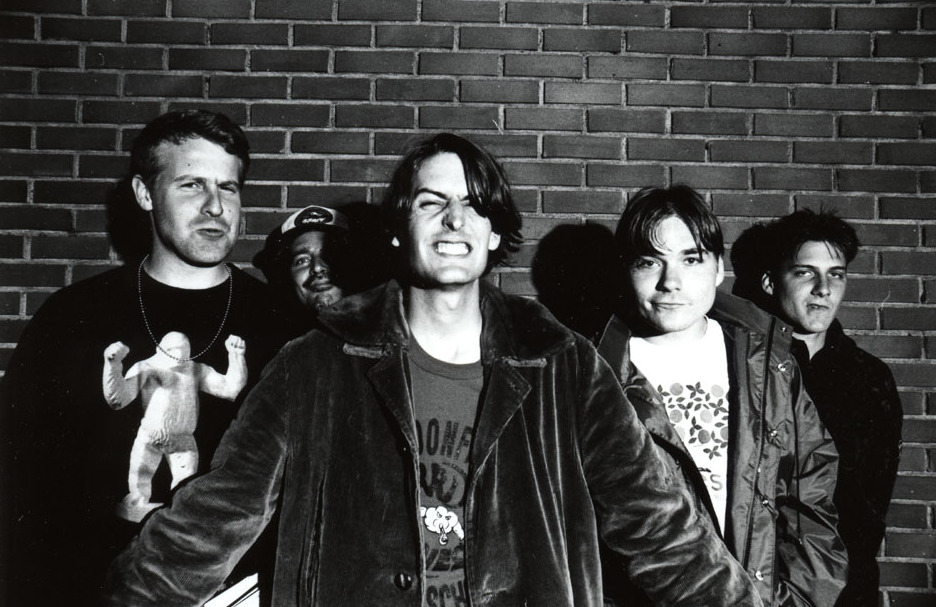
Pavement, the band, in Tokyo